# Giuseppe Piamontini

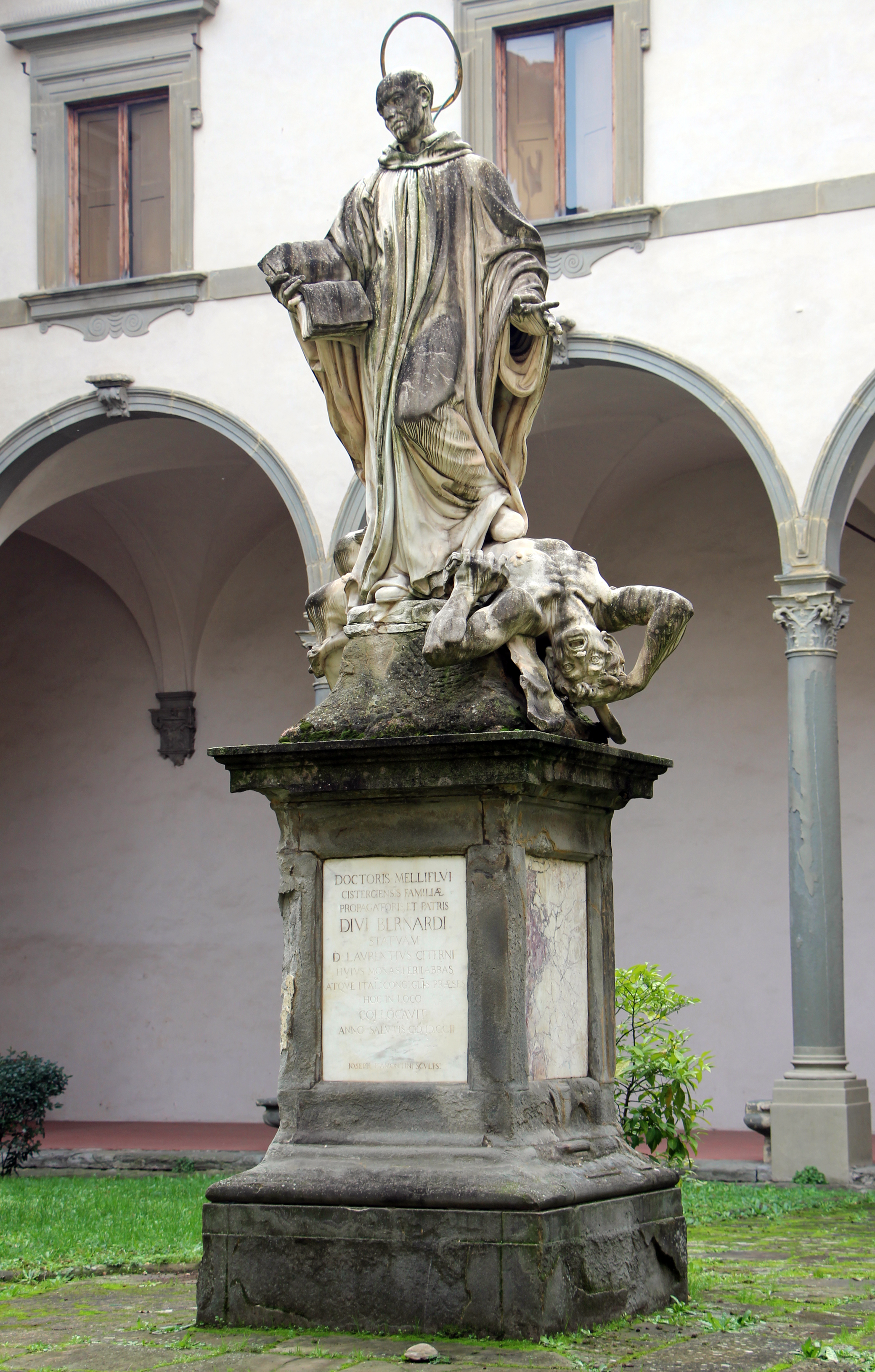
H. Bernhard im Kreuzgang des erzbischöflichen Priesterseminars von Florenz

Giuseppe Piamontini (* 3. Januar 1663 in Florenz; † 13. Februar 1744 ebendort) war ein italienischer Bildhauer.

## Leben
Er wurde Sohn von Andrea und Caterina Farsi in Florenz geboren und stammt aus bescheidenen Verhältnissen.
Seine Ausbildung in der Bildhauerei begann er bei Giovanni Battista Foggini (1652–1725) und vervollkommnete seine Fähigkeiten anschließend an der Akademie des Palazzo Madama in Rom, an die ihn der Großherzog der Toskana Cosimo III. de’ Medici schickte.
In Rom studierte er bei Ciro Ferri und Ercole Ferrata und begann seine ersten Werke zu schaffen, die aus einigen Medaillons und einem Flachrelief bestanden, mit denen er 1682 an seiner ersten Ausstellung teilnahm.
Im folgenden Jahr schickte er den Wachsabguss eines Flachreliefs, das Jupiter darstellte, an seinen Gönner Cosimo III. nach Florenz, in der Hoffnung einen Auftrag zum Bronzeguss zu erhalten, doch dieser forderte ihn auf seine Studien fortzusetzen. Am Ende seiner Studienzeit gab Cosimo III. 14 mit Emaille überzogene Terrakotta-Medaillons für das Kloster San Pietro d’Alcàntara in Montelupo Fiorentino in Auftrag, welche den Kreuzweg darstellten, und Piamontini steuerte vier Medaillons bei.
1686 kehrte er nach Florenz zurück, wo er wahrscheinlich in die Werkstatt seines ersten Meisters eintrat. Aufgrund der guten Referenzen von Ferri wurde er vom Großherzog mit einem Gehalt von 2 Scudi pro Monat angestellt.
In der Werkstatt, die ihm nach dem Tod des Bildhauers Damiano Cappelli zugewiesen wurde, begann er mit der Schaffung einer Johannes-Statue und im Jahr 1689 wurde er Mitglied der der örtlichen Akademie.
Er hatte weiterhin Schwierigkeiten Aufträge zu erhalten, wurde aber vom Großherzog großzügig gefördert. Unter den Werken dieser Zeit befinden sich auch einige Frauenbüsten aus Marmor, von denen drei im Palazzo Pitti identifiziert wurden. Danach schuf er zwei allegorische Statuen, die in einer Grabkapelle für den Markgrafen Francesco Feroni aufgestellt wurden, für die er 2 Jahre benötigte. Nach der Fertigstellung des Werks erhielt er den Auftrag für eine Statue des Hl. Markus und vier weitere Statuen am Ende des Jahrhunderts oder zu Beginn des 18. Jahrhunderts.
Im Jahr 1701 erhielt Giuseppe einen Auftrag für 12 Terrakotta-Medaillons römischer Kaiser, die jedoch verloren gegangen sind. Seine Arbeiten zu religiösen Themen brachten ihm große Anerkennung ein, und er wurde bald zum führenden Bildhauer im Großherzogtum. Die kirchlichen Aufträge zu Beginn des 18. Jahrhunderts boten keine Betätigung und daher widmete sich Giuseppe, wie zu Beginn seiner Karriere, der Herstellung kleiner Bronzestatuen.
Nachdem er 1703 die Bürgerrechte erhalten hatte, trat er in die Accademia del disegno ein, eine Jahresamt, das er noch fünf weitere Male erhielt. Dieses neue Amt brachte ihm auch von wohlhabenden Kaufleuten zahlreiche Aufträge ein. Darunter befanden sich einige Marmorbüsten, wie die von Giovan Matteo Marchetti, Bischof von Arezzo.
In den letzten Jahren des 2. Jahrzehnten des 18. Jahrhunderts fertigte er weiterhin Bronzegüsse für private Auftraggeber an. Im Jahr 1721 erhielt er einen Auftrag von Anna Maria Luisa de’ Medici, der eine Reihe von Bronzen mit sakralen Themen umfasste.
Gegen Ende seiner Karriere schuf er eine Marmorserie, die er in einer von ihm organisierten Ausstellung ausstellte.
Im Laufe seiner Karriere führte er auch zahlreiche Restaurierungen antiker Statuen durch, da er für sein großes Wissen über die antike griechische und römische Bildhauerei bekannt war. Zu seinen Schülern gehörten Giovacchino Fortini, Antonio Montauti und sein Sohn Giovanni Battista.
Seine Werke befinden sich hauptsächlich in Florenz, wie das Baptisterium San Giovanni, die Basilika Santa Maria del Carmine, die Kirche San Frediano in Cestello, die Kirche San Francesco di Paola, die Kirche Santi Michele e Gaetano, der Palazzo Spini Feroni, das Erzbischöfliche Priesterseminar von Florenz und die Basilika Santissima Annunziata.
Laut der Grabinschrift auf seinem Denkmal in der Kirche San Felice in Piazza starb Piamontini am 13. Februar 1744 in Florenz.

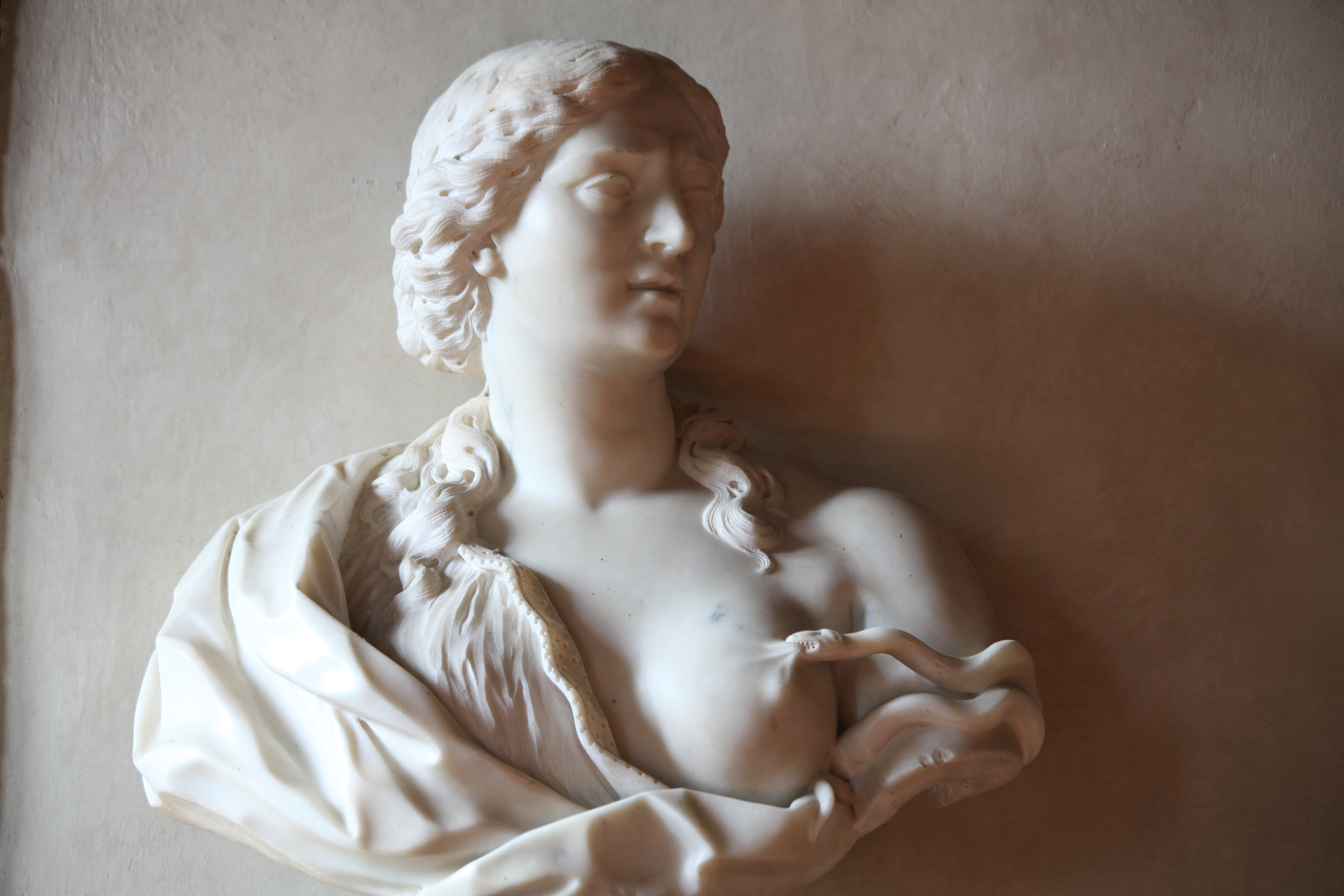
Büste der Kleopatra in der Medici-Villa von Cerreto Guidi
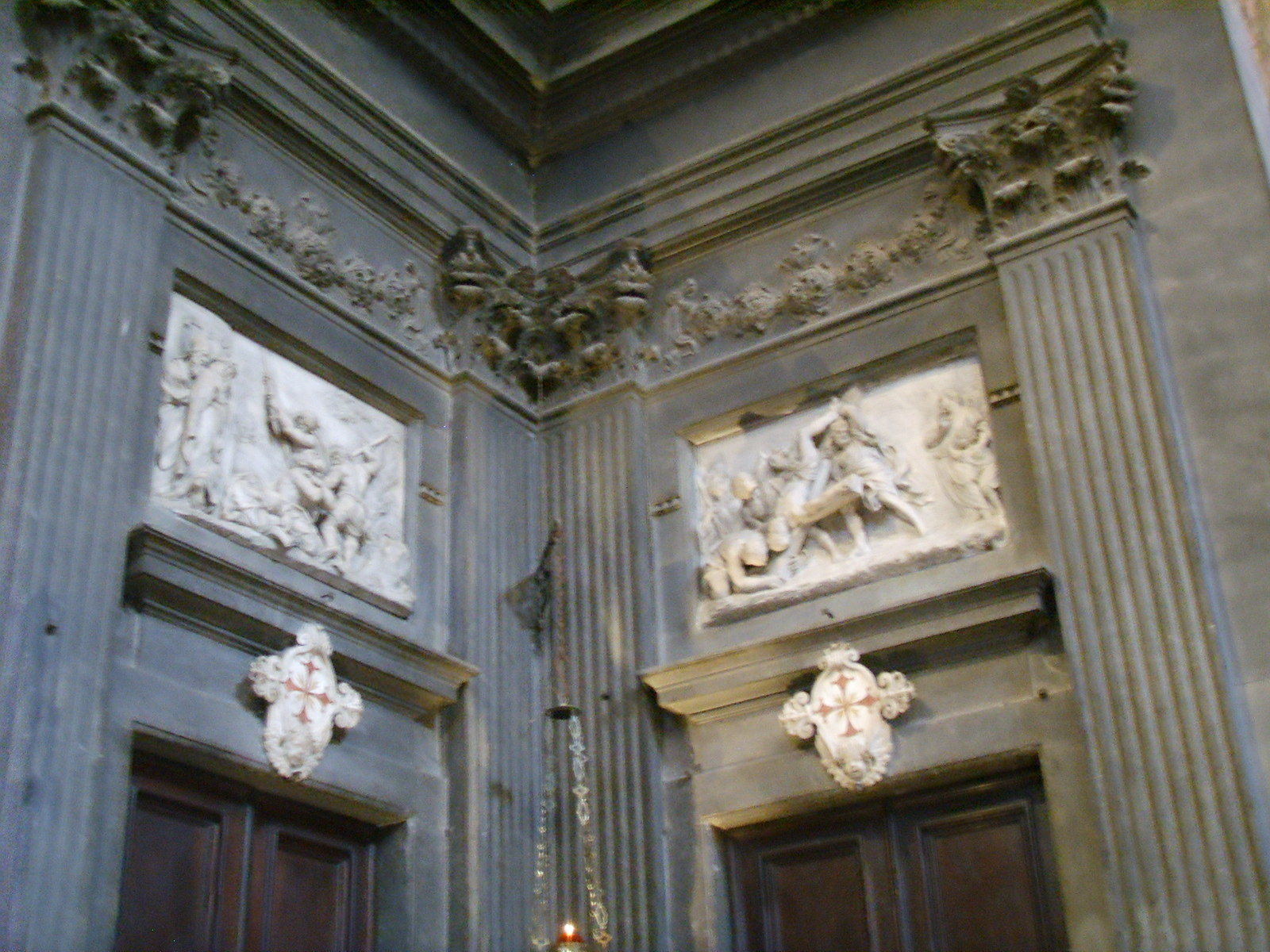
Martyrium des Hl. Judas Thaddäus und des Hl. Simon, Innenraum der Kirche Santi Michele e Gaetano
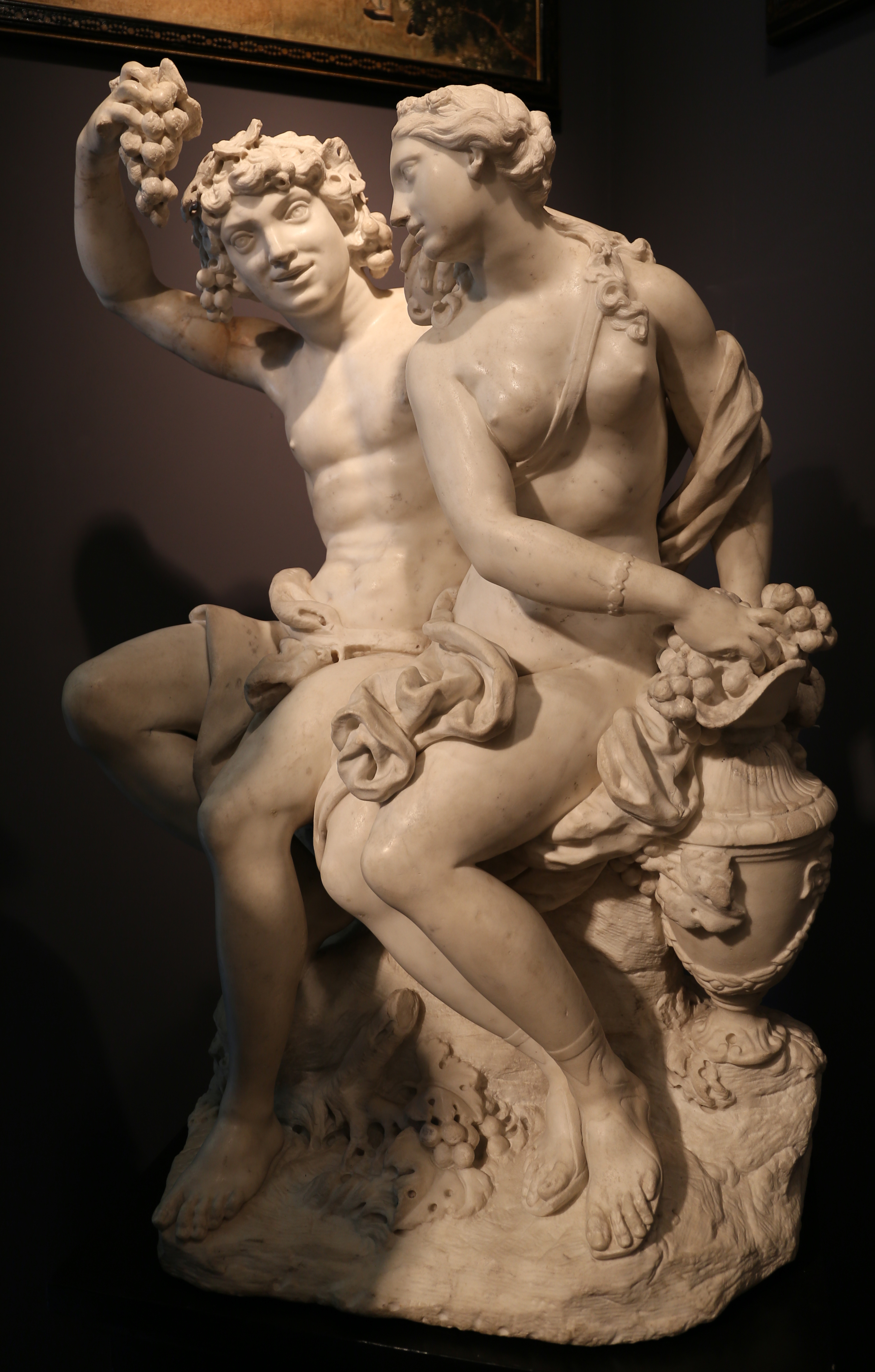
Bachus und Arianna, Privatsammlung
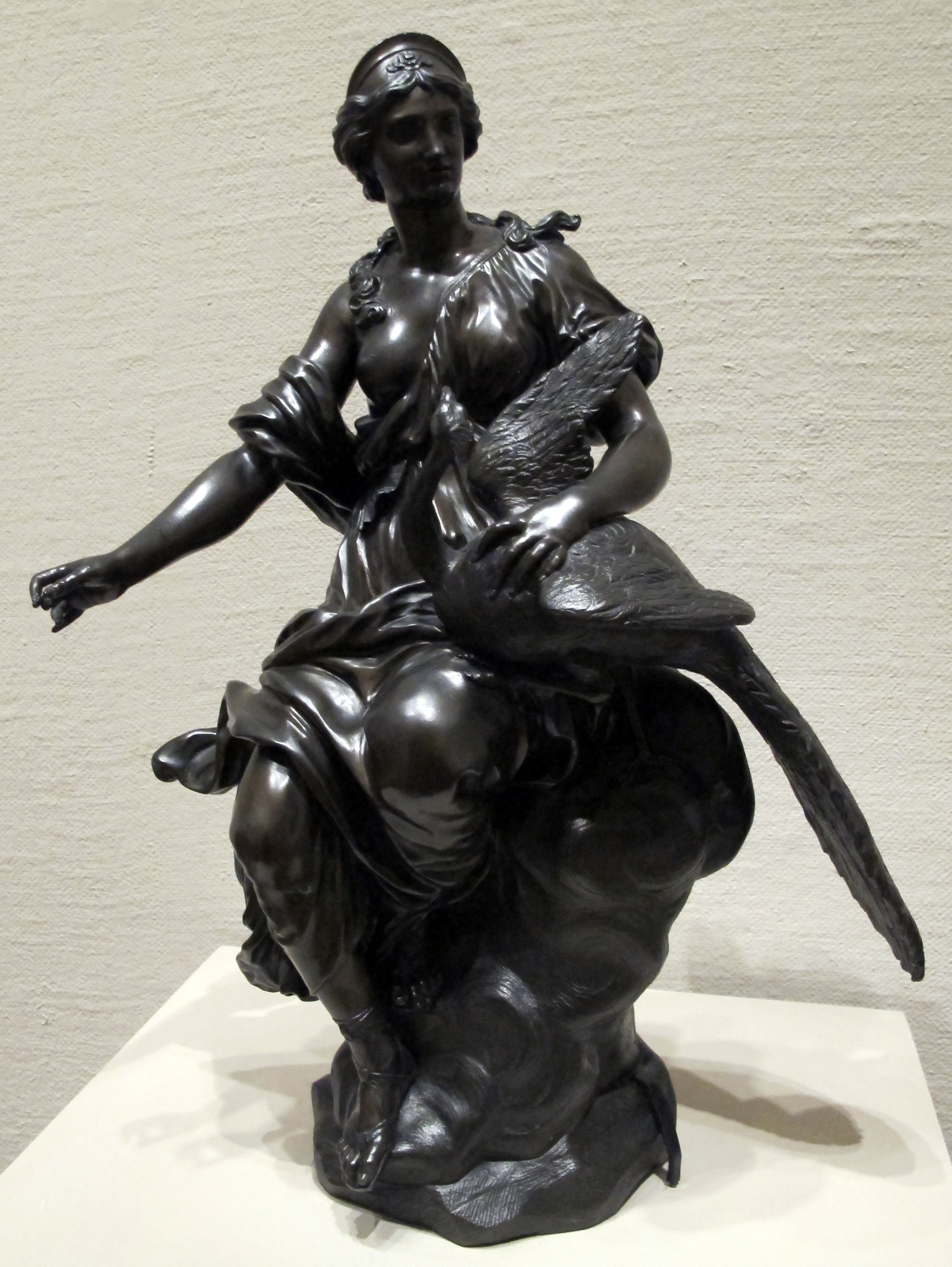
Juno, ausgestellt im Philadelphia Museum of Art